# ビートルズの解散問題
ビートルズの解散問題（ビートルズのかいさんもんだい）は、イギリスのロックバンド、ビートルズの解散にかかわる諸問題のことである。ここでは、解散にいたる経緯とその原因、及びそれらにまつわる背景について解説する。

## 解散にいたる経緯

### 突然吹き出した「ビートルズ解散説」
最初に「解散」が話題になった契機は、1966年11月7日にデイリー・メール紙がビートルズのマネージャーであったブライアン・エプスタインが語った「グループとしての今後の予定は決まっておらず、近く将来について話し合うことになっている」という談話を報道したことだった。1966年8月29日にアメリカ合衆国カリフォルニア州サンフランシスコで最後の公演を終えた後、ジョン・レノンは主演映画『ジョン・レノンの 僕の戦争』の撮影のため西ドイツへ、ポール・マッカートニーは変装をしてロンドンを散歩したりフランス旅行を、ジョージ・ハリスンはラヴィ・シャンカルにシタールを習うためインドへ、リンゴ・スターは家族とヨーロッパ旅行に行くなど、ビートルズは2か月余りグループとしての活動を休止していた。実際は12月から始まる『サージェント・ペパーズ・ロンリー・ハーツ・クラブ・バンド』の制作前に予定されていた長期休暇であったが、EMIとの再契約や公演活動を終了した後の活動方針など、話し合いが必要だったことは事実であった。
この時はエプスタインが解散を否定することで騒ぎは収まったが、1967年1月22日、サンデー・タイムズ紙が「我々は自分たちの好きな道を進む準備ができた。将来4人が一緒に演奏するのは、お互いが懐かしくなった時である」というマッカートニーのインタビュー記事を掲載したことで解散疑惑は再燃してしまう。当時はまだ明らかにされていなかった公演活動をやめたことで、ソロも含め、様々な活動ができる可能性を語ったものであって、解散を示唆したものではなかった。この騒ぎも2月にEMIとの再契約をはじめ、ストロベリー・フィールズ・フォーエバーやアルバムの発売予定が明らかになると収束した。しかし、8月にエプスタインが急死すると、次第にメンバー間の不協和音が表面化し始めた。

### リンゴ・スターの一時離脱
1968年8月22日、スターは「バック・イン・ザ・U.S.S.R.」のリハーサル・セッション中に突然スタジオを飛び出した。
アルバム『ザ・ビートルズ』のレコーディング・セッション中、レノンがオノ・ヨーコをスタジオに連れてきたことを発端にメンバー間の確執が生じていた。一方、アルバム制作途中から最新の8トラック・レコーダーが導入されたことにより、4人が同時に演奏する必要が無くなり、メンバーが別々のスタジオで作業することも多くなっていた。当時のスターは、他のメンバーの作業の都合に自分の予定を合わせるなど、いわばセッション・ミュージシャンのような立場に置かれていた。またグループへの加入が一番遅く、しかも作曲面での貢献も乏しい自分のグループにおける役割の重要度が他のメンバーに比べて低いのではないかと感じていた。また、マッカートニーが自作曲のために自らドラムを演奏するところを目撃し、その思いをさらに強めた。そんな中、久しぶりに4人そろったこの曲のセッションで、スターの演奏に満足しないマッカートニーが度々注文をつけたうえに実演して見せたことで、温厚なスターも激怒し、脱退を宣言した。
スターのこの行動に3人は動揺し、レノンは励ましの電報を、マッカートニーはスターの演奏を褒め称えるメッセージを送り、復帰するよう説得した。イタリアのサルデーニャ島への家族旅行で静養後、9月3日にスタジオに戻ったスターは、ハリスンがスタジオ中に飾りつけた花によって迎えられた。

### ジョージ・ハリスンの一時離脱
1969年1月10日、いわゆる「ゲット・バック・セッション」の最中、今度はハリスンが脱退を宣言してスタジオを出ていってしまった。
稀代のメロディ・メイカーと称される「レノン＝マッカートニー」を擁するビートルズにおいて、一番年下のハリスンの曲が採用されたのは、5thアルバム『ヘルプ！』で初めて2曲収録されるまで、2ndアルバム『ウィズ・ザ・ビートルズ』収録の「ドント・バザー・ミー」1曲のみだった。寡黙な性格などからメンバーの中では一番目立たず、「静かなビートル」（Quiet Beatle）と呼ばれ、レノン＝マッカートニーの陰に隠れて実力を十分に発揮出来ていなかったハリスンだったが、映画『ヘルプ!4人はアイドル』の撮影時に出会ったインド音楽に興味を持ったことで、シタールをはじめとする新しい楽器を導入するなど独自の世界観を構築することに成功し、その作曲能力はレノン＝マッカートニーに匹敵するまでになっていた。
一方、レノンとマッカートニーは、ハリスンの曲のアルバムへの収録は2曲までにとどめ、自由な作品発表の場を与えずにいた。また、ビートルズが公演活動を止めたことにも強い不満を持っており、スタジオ・ワークを重視していたハリスンとの間に溝ができていた。さらにマッカートニーは自作曲の録音中に、イメージを具現化することを重視するあまり、ハリスンの能力を軽視しているとも捉えられるくらい、演奏に何回も注文をつけたこともあった。
1月2日からトゥイッケナム映画撮影所で始まった「ゲット・バック・セッション」は、元々マッカートニーの発案で行われた。スターの一時離脱でバンドの将来を危惧する一方で、「ヘイ・ジュード」のプロモーション・フィルム撮影の際、観客の前で行った演奏に手応えを感じていたマッカートニーは、1966年8月以来行っていないライブ・パフォーマンスを行うことでバンドとしての一体感が高めるとともに、より簡潔なロックンロールの構成に戻ることでバンドの活性化を企図した。そこで、公演で演奏することを前提とした、複雑な編集作業を伴わない新曲によるリハーサル・セッションを同スタジオで行うと同時に、新曲を仕上げていく過程の撮影を行い、公開コンサートを含むテレビ特番用のドキュメンタリー映像として使用することで合意していた。しかし、セッションが進むにつれて、慣れない映画スタジオでの作業、本番まで時間が短いこと、メンバー以外の人間がいる中で常に撮影されていることなど、緊張と不満が原因となり軋轢が生まれていった。
7日にマッカートニーと対立したハリスンは、10日にはレノンとの口論をきっかけにセッションを放棄してしまった。結局、15日の話し合いでハリスンはトゥイッケナムでの撮影は中止すること、本番はさらに延期したうえで無観客・予告無しで行うこと、アルバム制作のためにアップル・コア本社の新しいスタジオでレコーディング作業をすることを条件に復帰した。セッションは21日に再開され、30日にはビリー・プレストンを加えた5人で事前予告無しにアップルビルの屋上において、後に「ルーフトップ・コンサート」として知られることになるライブ・パフォーマンスを行った。非公開とは言え、2年5か月ぶりに行ったこのライブは結果として、グループにとって最後のライブ・パフォーマンスとなった。

### ジョン・レノンの脱退宣言
1969年9月9日、アルバム『アビイ・ロード』の発売が間近に迫る中、スターを除く3人は次のアルバムについて話し合った。レノンはメンバーそれぞれがシングル候補曲を持ち寄ってシングルとアルバムを制作しようと、グループの存続について前向きな発言をしていた。
13日、レノンはトロント・ロックンロール・リバイバルにプラスティック・オノ・バンドを率いて出演し、3年ぶりに観衆の前で演奏を行った。その1週間後の20日、ハリスンを除く3人がクレインとともに米国キャピトル・レコードとの契約更新の手続きのためアップル本社で持った会合の席上で、レノンとマッカートニーはバンドの今後を巡って口論になった。公演活動の再開を望み、小さなクラブでのギグを提案するマッカートニーにレノンは悉く反発し、挙句の果てに「契約書にサインするまでは黙ってろと言われたんだけど、君がそう言うんなら教えてやるよ。俺はもうビートルズを辞めることにした」と吐き捨てた。契約更改を控えた現時点で脱退を公表することは大きな不利益を被るとマッカートニーとクレインに説得され、この時点ではレノンの脱退は秘密とすることとなった。しかしレノンはこれ以降ビートルズとしてスタジオに戻ることはなく、実質的にビートルズは解散した。

### ポール・マッカートニーの脱退
マッカートニーはレノンの脱退宣言に衝撃を受け、暫くの間スコットランドの農場に引き篭ってしまった。その頃のマッカートニーを心身ともに支えたのが、当時の妻であるリンダ・マッカートニーだった。後にマッカートニーは、自伝で「あの時リンダが支えてくれたから、ソロでやっていく決心がついた」と述懐している。
1970年1月、クレインは棚上げになっていた「ゲット・バック・セッション」をドキュメンタリー映画のサウンドトラック・アルバムとして発売することを計画し、フィル・スペクターをアップル本社に招待した。「インスタント・カーマ」制作時のスペクターの仕事ぶりに感心したレノンとハリスンは3月23日、マッカートニーに無断でアルバムの再プロデュースを依頼した。スペクターはオーバー・ダビングを基に編集作業を進め、4月2日に『レット・イット・ビー』を完成させた。レノンとハリスンは、頓挫しかけていた「ゲット・バック・セッション」の音源を短期間のうちにアルバムとしてまとめあげたスペクターの仕事を高く評価した。しかしマッカートニーは「ザ・ロング・アンド・ワインディング・ロード」に加えられたコーラスやオーケストラ・アレンジに強い不満を持つなど、自分を除外したまま進められたスペクターの仕事を評価せず、アルバム発売の中止を求めて訴訟を検討したが、アルバムの発売に関する契約が1枚残っていたため、不本意ながらも発売を認めざるを得なかった。
ところがクレインは『レット・イット・ビー』の発売を優先させるために、マッカートニーのソロ・アルバムの発売日を延期しようと考え、スターをその通達のために差し向けた。マッカートニーは、既に決定していた4月17日に向けてリリースの準備を進めていたが、ソロ・アルバムでさえもクレインの管理下にある状況に激怒し、スターに向かって辛辣な言葉を吐き捨てた。結局『マッカートニー』は予定通り発売されることになった。
1970年4月10日、マッカートニーがグループを脱退する意向であることがイギリスの大衆紙『デイリー・ミラー』で報じられた。これは『マッカートニー』の発売前にプレス向けに配付された、マッカートニー自身が用意した資料に基づいた記事であった。一問一答形式の資料の中には「今後ビートルズのメンバーと創作活動をすることはない」とあり、マスコミから「脱退宣言」だと受け取られた。こうしてビートルズは事実上解散した。

### 法的な解散
マッカートニーは1970年12月31日、ロンドン高等裁判所にビートルズの解散とアップルでの共同経営の解消を求める訴えを起こした。この訴えは主にクレインの活動を封じることが目的であった。既にレノンはビートルズを辞めてしまい、バンドは解散状態であったが、アップル設立時に交わした「4人の収入は全てアップルに管理され、平等に分配される」という契約に縛られ、4人がビートルズとしての活動はもちろん、それ以外で得た収入もクレイン（アブコ）が管理するアップルに支払われていた。この状況ではビートルズの財産が全てクレインに握られており、また用途不明の手数料をアップルに要求し続けることでメンバーが稼いだ収益を吸い取っていると考えたマッカートニーは、契約を法的に無効にするため提訴した。
裁判ではクレインを信用することは出来ないという訴えの根拠に、アルバム『マッカートニー』の発売を遅らせようとしたこと、「ザ・ロング・アンド・ワインディング・ロード」に許可なく手を加えたこと、アップルが製作した映画『レット・イット・ビー』を無断でユナイテッド・アーティスツに譲渡したこと、などを挙げた。クレインはアメリカの印税契約を引き上げ、その増加分の収益から20パーセントを手数料として受け取るはずであった。しかし、クレインは印税全体の収益の20パーセントを不正に請求しており、すでに支払い済みであった。これらの不正が法廷で明らかにされ、判事は「クレイン氏は口が達者な二流のセールスマンである」とし、「ビートルズの財政を管理出来る人物ではない」との判断し、3月12日にパートナーシップ解消を認める判決を下した。レノンらは控訴を断念し、4月26日に判決は確定した。
しかし4人が解散合意書にサインを済ませたのは1974年12月で、マッカートニーが提訴してから4年余りたった1975年1月9日にビートルズは正式に解散した。

## 解散にいたる背景・要因と考えられている事項

### 公演活動の終了とブライアン・エプスタインの死
1966年8月29日、ビートルズは8月12日から始まった全米ツアーの最終公演としてサンフランシスコのキャンドルスティック・パークで行った公演は、バンドにとって最後の観客を前にしたライブ・パフォーマンスとなった。
エプスタインは1964年にアメリカ初上陸を果たした際の過密なスケジュールに疲弊していたメンバーを見て、翌年は大人数を収容できる野球場などを会場として使うことでゆとりを持たせようと考えた。ところが観客との距離が遠くなったため、さらに絶叫するファンから発生する大きな音に対抗して強力なアンプを用意しても音楽を届けるのは不可能になっていると感じていたバンドは、ライブのやり方に次第に不満を持つようになっていた。さらにミュンヘンから始まった1966年のツアーは様々なトラブルに見舞われ、特に3つの出来事がこの思いをさらに強めることになった。
一つ目は6月30日から7月2日の日本公演。会場は日本武道館だったが、反対運動が行われるなど騒動になっていたため、非常に厳重な警備態勢が敷かれた。観客は着席を義務付けられ、声を出すことも制限されていたため、通常よりも比較的静かなコンサートとなった。この静かさは普段、観客の叫び声や歓声によって演奏すら聞くことが出来なかったメンバーにとって、図らずも自身の演奏を再確認させることとなり、演奏能力が低下したように感じたという。
二つ目はフィリピンでの暴行事件。7月4日、フィリピンのリサール・メモリアル・スタジアムで行われた公演は観客総数約10万人はというビートルズにとって最高の動員数だった。ところが、翌朝の新聞で「ビートルズがファーストレディに肘鉄を食らわした」と報道されると状況が一変、帰途に就く空港でのことに腹を立てた暴徒に襲われてしまった。この様なトラブルに巻き込まれたのは初めての経験だったため、メンバーは大きなショックを受けた。
三つ目は全米ツアー直前に巻き起こった「ビートルズ排斥運動」。発端はレノンが3月にイギリスの記者モーリーン・クリーヴとのインタビューで述べた「今はキリストより人気がある」というコメントであった。当時イギリスでは「いつものレノンの毒舌」としてほとんど注目されなかった。ところが、7月末にアメリカの10代向け雑誌『デートブック』が取り上げると、保守派からの激しい反発が起こった。南部を中心にビートルズのレコード焼き討ちや排斥運動が起こり、30のラジオ局が放送禁止にした。さらにバチカンが抗議声明を出し、スペインとオランダ、南アフリカの放送局がレコードの不買運動を行うに至って、ツアー前日の8月11日にレノンは記者会見で謝罪に追い込まれた。コンサートはもはや悲鳴を上げて音楽を聴くことの出来なくなっているファンの前でいつも通り行われ、演奏する側は惰性感と退屈感を覚え、ステージに立つ意欲を失いつつあった。殺害予告の脅迫を受け、ホテルから外出禁止を禁止されたため、ツアー中はホテルと会場を往復するのみで、そこに何ら音楽的な向上は望めない環境を認識した彼らは、このツアーを最後にすることにした。ここに世界中で1,400回以上のコンサート出演を含む、ほとんど休み無くツアーに明け暮れた4年間は終わりを告げた。
ほぼ1年たった1967年8月27日、エプスタインが自宅の寝室で死亡しているのが発見された。当時私生活でのトラブルを抱えており、遺書らしきメモも発見されたが、公式には睡眠薬や鎮痛剤などの過剰摂取による事故死とされた。ビートルズはエプスタインの死に大きな衝撃を受けた。ビートルズのライブ活動終了によりエプスタインは役割の多くを失ってしまったと言われているが、実際のところは依然としてバンドの対人関係や財政に強い影響力を行使していた。ツアー終了後にハリスンがグループからの脱退を申し入れた時も、今後ツアーは一切行わないことを確約し、思いとどまらせていた。
取り纏め役を失ったビートルズは混乱し、将来に対する恐怖を抱いた。特に危機感が強かったマッカートニーは、率先してアイデアを実行に移し、主導権を握っていった。その様子は彼の提案で始まった『マジカル・ミステリー・ツアー』セッションでも明らかである。マッカートニーは必死にグループを存続させようと努力するが、周囲には独り善がりと受け取られた。レノンは1970年に『ローリング・ストーン』誌のインタビューでエプスタインの死がバンド解散の主な原因であるとし、「ブライアンの死後、君らが知っているように色々なことが僕たちに降りかかり始めたことで、僕たちはポールのサイド・マンであることにうんざりしたのさ。ブライアンが死んで僕たちは意気消沈してしまった。ポールは彼を引き継いでおそらく僕たちをリードしようとしたけれど、僕たちは精神的に参ってしまったんだ」と語った。

### オノ・ヨーコ
「ビートルズを解散させた女」の代名詞で呼ばれているオノ・ヨーコとレノンの出会いは、奇しくもデイリー・メール紙がビートルズの「解散」を報じた1966年11月7日だった。レノンはロンドンのインディカ・ギャラリーで行われていた女性前衛芸術家の個展内覧会に招かれ、経営者のジョン・ダンバーからオノを紹介された。オノの作品や言動に魅力を感じたレノンは、その後資金提供を行い、連絡も頻繁に取るようになっていった。
1968年5月30日、『ザ・ビートルズ』のレコーディングのためにEMIレコーディング・スタジオにメンバーは集合したが、そこにレノンはオノを連れてきていた。レノンはその日予定されていた自身の曲に実験音楽の要素を取り入れるために、後に共同名義で発表される『未完成作品第1番 トゥー・ヴァージンズ』を一緒に制作したオノをセッションに参加させるつもりだった。しかし、事前に知らされていなかった他のメンバーは、かつてエプスタインがスタジオに顔を出すことさえ嫌がっていたレノンが「グループの仕事場に部外者はもちろん、パートナーであっても連れてこない」という不文律を破ったことに驚いた。その後、常にレノンに寄り添い、時には彼の意見を代弁するという形で口出しをするオノの存在はグループに大きな緊張感をもたらした。キンフォーンズでのデモ・セッションでせっかく取り戻した一体感は次第に失われていき、メンバーが個々にスタジオに籠ってしまう一因となってしまった。ライブ・ショーを行うためのリハーサル・セッションとして始めた「ゲット・バック・セッション」では他のメンバーも妻や子供を連れてくるようになったが、以前より寡黙になったレノンの代わりにオノが発言することは続いた。
当時の心境についてマッカートニーは、「ジョンがその当時ヨーコにかなり惚れ込んでたのは事実だから、今思えば、ジョンは新しく手に入れた自由をエンジョイして、ワクワク気分だったんだろうなと思うよ。でもヨーコがスタジオに現れて、何もしないでチョコンと僕らの真ん中に座られてもね、って感じだったよ。僕らはその事にウンザリしてたって認めざるを得ないよね。」と語っている。
ただ、「ビートルズ解散の原因はオノ」という説について、2012年10月のオブザーヴァー紙にマッカートニーは「ヨーコがビートルズをバラバラにしたんじゃない。ビートルズは自らバラバラになった」と語っており、2021年のインタビューでもヨーコと出会ったことで起きたジョンの変化が彼の脱退宣言へ繋がり、バンドを終わらせた直接の原因になったことを認めた上で「ジョンはヨーコと新しい人生を作ろうとしていたってことだよ。ジョンはずっと社会から自由になりたがっていたんだ」「彼らは最高のカップルだった」と、オノ・ヨーコに責任があったとは思っていないと再度語った。ハリスンも「グループ解散にヨーコが全責任を負うわけではない」と発言している。
その後、オノとレノンは1969年3月に結婚、プラスティック・オノ・バンドとしての音楽活動を行い、いわゆる「ロスト・ウィークエンド」と呼ばれている別居期間を除き、レノンが亡くなるまで二人三脚で活動を共にしていた。

### アップルとアラン・クレイン
1968年1月、ビートルズは自らの財産を運用するための会社、アップル・コアを設立した。代表には友人でロード・マネージャーだったニール・アスピノールが就いた。
アップル・コアは、元々エプスタインがビートルズの稼ぎ出す莫大な収益に掛かる高額の税金を回避する対策として、1967年4月に「ビートルズ・アンド・カンパニー」という会社を設立したことに始まった。ビートルズの財産を運用するため、音楽だけではなく、様々な物販を中心に据えた複数事業の部門を持つ、複合型マルチメディア企業とする構想だった。将来的にはNEMSと統合しようとも考えていた。しかし8月にエプスタインが急死したため、すべて中途半端なまま残されてしまった。これからのマネージメントは自分たちが主体で行っていこうと考えたビートルズは、エプスタインがいなくなったNEMSとのマネージメント契約更新を行わなかった。このためNEMSは会社で実務を行っていた社員を引き揚げてしまった。アップル・コアを設立したものの、ビートルズのアイデアの実行を統括できる人物はおらず、レコード部門以外はほとんど失敗に終わり、財務管理も全く手に負えない状況になったため、外部の人間の介入が必要となった。
そこでマッカートニーが連れてきたのは当時恋人だったリンダ・イーストマンの父で弁護士のリーと兄ジョンだった。1969年1月、メンバー4人とアスピノールの承認を受けて正式な代理人となった。イーストマン父子は、ビートルズがNEMSとのマネージメント契約更新はしなかったものの、EMIから支払われる印税はNEMS経由で25％を差し引いてからビートルズに入る仕組みのままになっていたので、これを解消するために買収しようと考えていた。またノーザン・ソングスとの印税率の再交渉が拒否されたため、NEMSの持つノーザン・ソングスの株を手に入れることで将来的に買収しようとも考えていた。ところがレノンが連れてきたアラン・クレイン がアップル・コアの資産状況を精査するまで待つべきだと反対したため、棚上げ状態になってしまった。さらにクレインがNEMSを買収せずに25％の印税に関する契約を見直す方向を打ち出したため、不信感を持ったエプスタイン家はこれ以上のトラブルに巻き込まれないために2月17日、NEMSを投資銀行トライアンフ・インベストメント・トラストへ売却してしまった。
NEMSの買収が失敗に終わるとビートルズ側は更なる窮地に立たされた。3月27日、ノーザン・ソングスのディック・ジェームズは、自分の持ち株をビートルズ側には無断でATVに売却してしまった。慌てたビートルズ側は投資家から株を取得するために入札を試みたが、ATV側が過半数の株を取得し経営権を確保してしまった。4月18日、イーストマン父子がレノンらから一方的に代理人を解任されると、これに反発したマッカートニーは5月8日の会議で彼らをマネージャーにする提案をしたが3対1で否決され、レノン、ハリソン、スターはバンドのビジネスマネージャーとしてクレインとの契約にサインした。これにより4人の関係に修復不可能な溝が生まれてしまった。その後、クレインはATVの買収を提案したが、今度はマッカートニー側が反対したためできなかった。結局、レノンとマッカートニーは保有株を全てATVに売却することで利益を確定せざるを得なかった。このためレノン=マッカートニー作品のほとんどは他人の手に渡ってしまい、自分たちの曲を歌う度に使用料を支払わなければならなくなってしまった。
クレインは実質的にアップルを掌握すると、大量解雇と経営再建に着手した。アップルの経営は改善したものの、クレインから解放されたかったマッカートニーは、最終的に訴訟を起こすことを決めた。1971年3月、高等裁判所はマッカートニーを支持し、管財人が任命された。
初めはクレインの手腕を評価していたレノン、ハリソン、スターも『バングラデシュ難民救済コンサート』での不正疑惑などで次第に不信感を抱いていった。結局、1973年3月、3人が契約を更新しなかったため、クレインはアップル・コアを去った。11月には3人がクレインに対し「虚偽による搾取」「マネージメントの失敗」について損害賠償請求を行い、翌年10月に勝訴した。これに対し、クレインも未払金1900万ドルの損害賠償を求めて逆提訴した。1977年4月、アップルとビートルズ側がクレイン対して合計500万ドルを支払うことで和解、関係を完全に清算した。
しかし、ハリスンだけはその後もクレインに苦しめられた。1971年2月に大ヒット曲「マイ・スウィート・ロード」がシフォンズの1963年の全米1位曲「いかした彼 (シーズ・ソー・ファイン)」の著作権を侵害しているとしてブライト・チューンズ・ミュージックから訴えられていた。クレインはアップルを去った後、ブライト・チューンズを買収し、訴訟の原告側になっていた。1990年11月ハリスンの敗訴が確定、クレインは以後のロイヤリティ保障と慰謝料27万ドル獲得した。
1975年1月、ビートルズが正式に解散すると、アップル・コアの解散も検討されたが、結局全ての部門を閉鎖または休眠させながら運営を継続することが決定された。5月2日、アップルはサヴィル・ロウのオフィスを閉鎖し、セント・ジェームズ・ストリートに事務所を移転した。アスピノールは会計と法務を補佐するスタッフだけを残し、全員解雇した。アップル・スタジオも5月16日に閉鎖された。
レノンは1973年のテレビインタビューで、「（クレインを信用しなかったことについて）ポールは正しかったのかもしれない」と発言している。ただ同時に、クレインとの関係を清算したとしても直ちにビートルズの再結成に繋がるわけではないとしていた。

## 解散後の4人の関係
1970年4月にビートルズの解散が公に発表されたその直後の4人の関係は決して良好ではなかった。マッカートニーは1971年12月4日に発売された『メロディ・メイカー』のインタビューで「僕は4人がどこかに集まって、すべてが終わったことを証明する書類にサインして、お金を4人で分けたいだけなんだ。4人だけでいいし、妻のリンダやヨーコ、マネージャーのクレインも立ち会う必要はない。僕が望むことは、4人が署名した書類をビジネス関係者に手渡して、あとは彼らに任せることだけど、ジョンはそうしないだろうね。誰もが僕のことを攻撃者だと思っているけど、それは違う。僕はただ縁を切りたいだけなんだ」と語っている。この意見に対し、レノンは「リンダとヨーコ抜きで会おうというのは本当に不可解だ。キミの戯言なのはわかるが、常識のレベルを超えないでくれ。僕がJOHNANDYOKO（ジョン＆ヨーコ）であることは、とっくに理解してると思ってた。キミの弁護士でさえ、紙に署名するだけじゃ済まないことは知ってるよ。それとも、彼らから聞いてないの？」と手紙を送った。
1971年、マッカートニーがアルバム『ラム』の「トゥ・メニー・ピープル」で、レノンとヨーコの一連の平和活動を批判すると、激怒したレノンは『イマジン』の「ハウ・ドゥ・ユー・スリープ?」でマッカートニーの楽曲や容姿を批判した。またハリスンは、マッカートニーがウイングスのアルバム『レッド・ローズ・スピードウェイ』の裏表紙に「ウイングス・ファン・クラブについての詳細は、切手を貼った返信用封筒で(for more information on the Wings' Fun Club send a stamped self-addressed envelope to...)」と掲載したことを揶揄するかのように、アルバム『リヴィング・イン・ザ・マテリアル・ワールド』の裏表紙に「ジム・ケルトナー・ファンクラブについてのすべては、切手を貼った服を着ていない象で(for all information send a stamped undressed elephant to...)」と掲載した。
一方、マッカートニーを除く3人の関係は良好で、ハリスンはレノンのシングル「インスタント・カーマ」やアルバム『イマジン』に参加し、スターのシングル「明日への願い」「バック・オフ・ブーガルー」のプロデュースを行った。また、スターはレノンのアルバム『ジョンの魂』やハリスンのアルバム『リヴィング・イン・ザ・マテリアル・ワールド』、そして『バングラデシュ難民救済コンサート』に出演した。
1973年、スターのアルバム『リンゴ』にレノン、マッカートニー、ハリスンがそれぞれ楽曲提供した。「アイム・ザ・グレーテスト」のレコーディング・セッションにはキャピトル・レコードとの仕事の関係でロサンゼルスに滞在していたレノンとハリスンが参加した。マッカートニーもロンドンで行われた「シックス・オクロック」のレコーディングに参加、話題となった。
1974年、ロサンゼルスでレノンがハリー・ニルソンの新しいアルバムのプロデュース行っていたところにマッカートニーが突然訪問し、スティーヴィー・ワンダーらを交えてジャム・セッションを行った。また、12月にはハリスンの全米ツアーの打ち上げパーティーにレノンとマッカートニーが出席した。
1975年にはマッカートニーとレノンのツーショットが撮影されるほど関係も回復していた。さらに同年、ニューヨークのプロモーターであるビル・サージェントが「ビートルズの一夜限定の再結成コンサートに67億円支払う」と発言、しかし、前座が男性とサメがレスリング・マッチを行うというもので、スターは2020年のインタビューで「僕ら、一度話したんだよ。クレイジーなオファーがあってね。お互いに電話をかけ、どう思うか知ろうとしたんだ。僕ら、やらないことにした。オープニング・アクトがサメに食らいつく男だっていうんだから。僕ら、それはないなって思った」と語っている。
1976年4月24日にはアメリカの人気バラエティ番組『サタデー・ナイト・ライブ』にて、「ビートルズが番組にて一緒に演奏してくれたら3000ドルを支払う」との申し出があり、ニューヨークのレノンの自宅でこの放送を見ていたマッカートニーは、レノンと共にタクシーでスタジオへ向かおうとしたとされている 。
1979年にはエリック・クラプトンの結婚式に、マッカートニー、ハリスン、スターが出席。レノンは不参加であり、後に参加できなかったことを悔やんでいたという。また、当時の国際連合事務局長クルト・ヴァルトハイムの呼びかけにより12月に開催された『カンボジア難民救済コンサート』にレノンを除く3人が参加予定だったが、事前に「ビートルズ再結成」と報道されたことでハリスンとスターは出演を取りやめてしまった。
このように4人が一堂に会することは、公式はもちろんプライベートでもなかった。そして1980年12月8日のレノンの死により、その機会は永遠に失われた。
1981年、レノンの追悼歌としてリリースされたハリスンのシングル「過ぎ去りし日々」のレコーディングには、マッカートニーがコーラス、スターがドラムスで参加し話題となった。
1994年から1995年にかけておこなわれた「アンソロジー・プロジェクト」では、オノから提供されたレノンのデモ・テープを基にして、「フリー・アズ・ア・バード」「リアル・ラヴ」の2曲を3人で制作、ビートルズの新曲として発表した。
2001年11月29日にハリスンが死去した後も、マッカートニーとスターは活動を続け、各々のソロ・アルバムやライブにゲスト出演を行っている。2023年には、前述の「アンソロジー・プロジェクト」でお蔵入りとなっていた「ナウ・アンド・ゼン」が技術進展により完成し、レノンとハリスンを含むビートルズ4人の「最後の新曲」として発表された。